# Carlo Varini
Pour les articles homonymes, voir Varini.
Carlo Varini, né le 16 août 1946 à Ascona en Suisse et mort accidentellement le 19 mai 2014 à Cathervielle, est un directeur de la photographie (chef opérateur) de longs et courts métrages, de téléfilms et de documentaires. Il est nommé au César de la meilleure photographie pour Subway et pour Le Grand bleu.

## Biographie

### Ses débuts en Suisse
Il est né dans le Tessin, en Suisse italienne, où il a grandi et découvert à l'adolescence les ciné-clubs et avec eux les films de Rossellini, de Godard et de Cocteau, qui l'a impressionné par son incroyable travail sur la lumière. Il fréquente en jeune spectateur le festival de Locarno dont il aimait l'ambiance euphorique. 
Carlo Varini débute au cinéma en 1964 par une formation d’étalonneur dans le laboratoire Schwarz-Film à Ostermundigen (Berne). Puis il effectue des études au Filmarbeitskurs III-69 de la Kunstgewerbeschule à Zurich (1969-1970). 
En 1971, il est cameraman/reporter aux actualités cinématographiques Suisses (Ciné Journal Suisse). Il est ensuite assistant, puis cadreur du directeur de la photographie Renato Berta. Ils feront ensemble une vingtaine de longs métrages.
Il est chef  opérateur pour notamment Francis Reusser, Thomas Koerfer, Simon Edlestein, René Allio, Gabriel Auer, Villi Hermann et Claude Faraldo. En même temps, il tourne des courts-métrages comme chef opérateur.

### Sa carrière en France
Lors d’une coproduction avec la France, il rencontre Luc Besson, qui est stagiaire régisseur, et qui lui propose, quelque temps plus tard, de tourner son premier long métrage : Le Dernier Combat sorti en 1983. Ils feront trois longs métrages ensemble.
Carlo Varini quitte la Suisse pour s'installer à Paris depuis 1978, il obtient la nationalité française. Il enseigne dans des ateliers à La Fémis l'utilisation de la lumière. Il intervient également à Ciné-Sup, au lycée Guist'Hau de Nantes. Il est membre de l'Association française des directeurs de la photographie cinématographique (AFC).
Il meurt dans la nuit du 18 au 19 mai 2014 à Cathervielle (Haute-Garonne) en sautant d’une maison en proie aux flammes,. Le film Repas de famille de Pierre-Henry Salfati avec les Chevaliers du Fiel sur lequel il était directeur de la photographie lui est dédié.

## Participation dans les festivals
- Nommé au César de la meilleure photographie pour Subway en 1986 et pour Le Grand Bleu en 1989.
- Nommé festival Camerimage en Pologne, Grenouille d'or de la meilleure photographie pour Les Choristes en 2004.
- En compétition au festival de Cannes pour Genesis de Mrinal Sen en 1986.
- Festival de Berlin avec Bankomatt de Villi Hermann à Berlin en 1989.
- Festival de Locarno avec Fortune Express et L’élève de Olivier Schatzky, La Terza Luna de Matteo Bellinelli en 1997.
- Cœur animal de Séverine Cornamusaz reçoit le Quartz du meilleur film Suisse de 2010.

## Son témoignage
Carlo Varini confie : " La lumière se construit au cinéma comme en architecture ou en peinture, les projecteurs sont nos pinceaux ".
"J'ai plus de quarante ans d'expérience dans le cinéma et j'ai été chef opérateur sur deux cents films, dont vingt-huit longs-métrages. J'aimerais, lorsque je m'arrêterai, que beaucoup aient profité de l'expérience que j'ai engrangée". (Témoignage publié dans l'édition 2010 du Guide des Formations de Vidéadoc).

## Filmographie principale

### Années 1980
- 1980 : Zaertlichkeit und zorn de Johannes Flütsch (documentaire)
- 1981 : Matlosa de Villi Hermann
- 1981 : Peau neuve pour un pays noir de Yves Jeannot (documentaire)
- 1981 : L'Avant dernier de Luc Besson (court-métrage)
- 1981 : L'Ange de l'abîme de Annie Tresgot (court-métrage)
- 1981 : Martin Disteli, Maler, Wirrkopf und Scharfmacher de Robert Weiss (documentaire)
- 1982 : Le Dernier Combat de Luc Besson
- 1982 : En cherchant Émile d'Alain Guesnier (documentaire)
- 1983 : Le Spectacle de Gilles Chevallier (court-métrage)
- 1983 : La Ceinture du diable de Yannik Letoqueux (court-métrage)
- 1984 : Subway de Luc Besson
- 1984 : Sur l'air de Sambre et Meuse de Jocelyne Leclerc (documentaire)
- 1985 : Une femme ou deux de Daniel Vigne
- 1985 : Dialogues de sourds de Bernard Nauer (court-métrage)
- 1985 : Génésis de Mrinal Sen
- 1986 : Nuit d'ivresse de Bernard Nauer
- 1986 : La Petite Allumeuse de Danièle Dubroux
- 1987 : Le Grand Bleu de Luc Besson
- 1988 : Mise à l'index de Bernard Nauer (téléfilm)
- 1988 : Bankomatt de Villi Hermann
- 1988 : Les Bois noirs de Jacques Deray
- 1989 : L'Écrivain, le Peintre et le Funambule de Claude Mouriéras (téléfilm)
- 1989 : Bunraku de Joçelyne Leclerc (documentaire)

### Années 1990
- 1990 : Fortune Express dʼOlivier Schatzky
- 1990 : Iran : days of crisis de Kevin Connor (téléfilm)
- 1991 : Boulevard des hirondelles de Josée Yanne
- 1991 : À Lucie de Radha Jaganathen (court-métrage)
- 1991 : Mima de Philomène Esposito
- 1991 : Visages suisses, co-réalisation du film pour le 700e anniversaire de la Confédération Suisse (réalisation Simon Edelstein)
- 1992 : La Nuit sacrée de Nicolas Klotz
- 1992 : Jean Francaix de C. Paillard et R. Pinoteau (documentaire)
- 1993 : Elles ne pensent qu'à ça de Charlotte Dubreuil
- 1993 : Jules de Christian Palligiano (téléfilm)
- 1993 : Rêve de gare de Renato Berta (court-métrage)
- 1993 : Bel canto de François Bovy (court-métrage)
- 1994 : Mo'  de Yves-Noël François
- 1994 : L'Art de Joël Robuchon de Jean-Luc Miesch (documentaire)
- 1994 : Descente de Philippe Haïm (court-métrage)
- 1995 : Les Deux Papas et la Maman de Jean-Marc Longval
- 1995 : Hollywood sound de Josh Waletzky (documentaire)
- 1996 : L'Élève de Olivier Schatzky
- 1996 : Chants de sable et d'étoiles de Nicolas Klotz (documentaire)
- 1996 : Noël en Quercy de Raymond Pinoteau (téléfilm)
- 1996 : La terza luna de Matteo Bellinelli
- 1997 : Petits désordres amoureux de Olivier Péray
- 1997 : Famille nombreuse de Jean-Marc Longval (court-métrage)
- 1997 : Bébé volé de Florence Strauss (téléfilm)
- 1997 : Petit saint de Philippe Frangione et K. Saleh (court-métrage)
- 1998 : Recto-verso de Jean-Marc Longval
- 1998 : Les Trois Sœurs de Guy-Philippe Bertin (court-métrage)
- 1998 : La Tarte aux poireaux de Lionel Pouchard (court-métrage)
- 1999 : Le Sens des affaires de Guy-Philippe Bertin
- 1999 : La Valise de Charlotte Walior (court-métrage)

### Années 2000
- 2000 : Life de Audrey Schebat
- 2000 : Angeli non ne ho mai visti de Matteo Bellinelli (téléfilm)
- 2000 : Ceci est mon corps de Rodolphe Marconi
- 2000 : La Valise de Charlotte Walior
- 2001 : L'Héritier de Christian Karcher (téléfilm)
- 2001 : La Victoire des vaincus de Nicolas Picard Dreyfuss (téléfilm)
- 2001 : Haute pierre de Jean-Yves Pitoun (téléfilm)
- 2001 : Un Aller simple de Laurent Heynemann
- 2002 : Robinson Crusoé de Thierry Chabert (téléfilm)
- 2003 : Le Passage de Charlotte Walior
- 2003 : Vérité oblige de Claude-Michel Rome (téléfilm)
- 2003 : Les Choristes de Christophe Barratier
- 2003 : Agathe de Anne Deluz (téléfilm)
- 2004 : L'homme qui venait d'ailleurs de François Luciani (téléfilm)
- 2004 : Des jours et des nuits de Thierry Chabert (téléfilm)
- 2004 : For intérieur de Patrick Poubel
- 2004 : Bien dégagé derrière les oreilles de Anne Deluz (téléfilm)
- 2004 : L'un dans l'autre de Audrey Schebat
- 2005 : Badland de Francesco Lucente
- 2005 : Zone libre de Christophe Malavoy
- 2005 : Incontrôlable de Raffy Shart
- 2006 : Odette Toulemonde de Éric-Emmanuel Schmitt
- 2007 : Tʼmoi de Sara Forestier
- 2007 : Villa jasmin de Férid Boughedir (téléfilm)
- 2008 : Une histoire triste de Kang-Hyuk Rhee
- 2008 : Le Dernier Locataire de Bruno Lajara
- 2008 : Cœur animal de Séverine Cornamusaz
- 2009-2013 : Nicolas Le Floch (série télévisée)

### Années 2010
- 2010 : HH, Hitler à Hollywood de Frédéric Sojcher
- 2011 : Cyanure de Séverine Cornamusaz
- 2013 : Win Win de Claudio Tonetti